# Sander Mallien

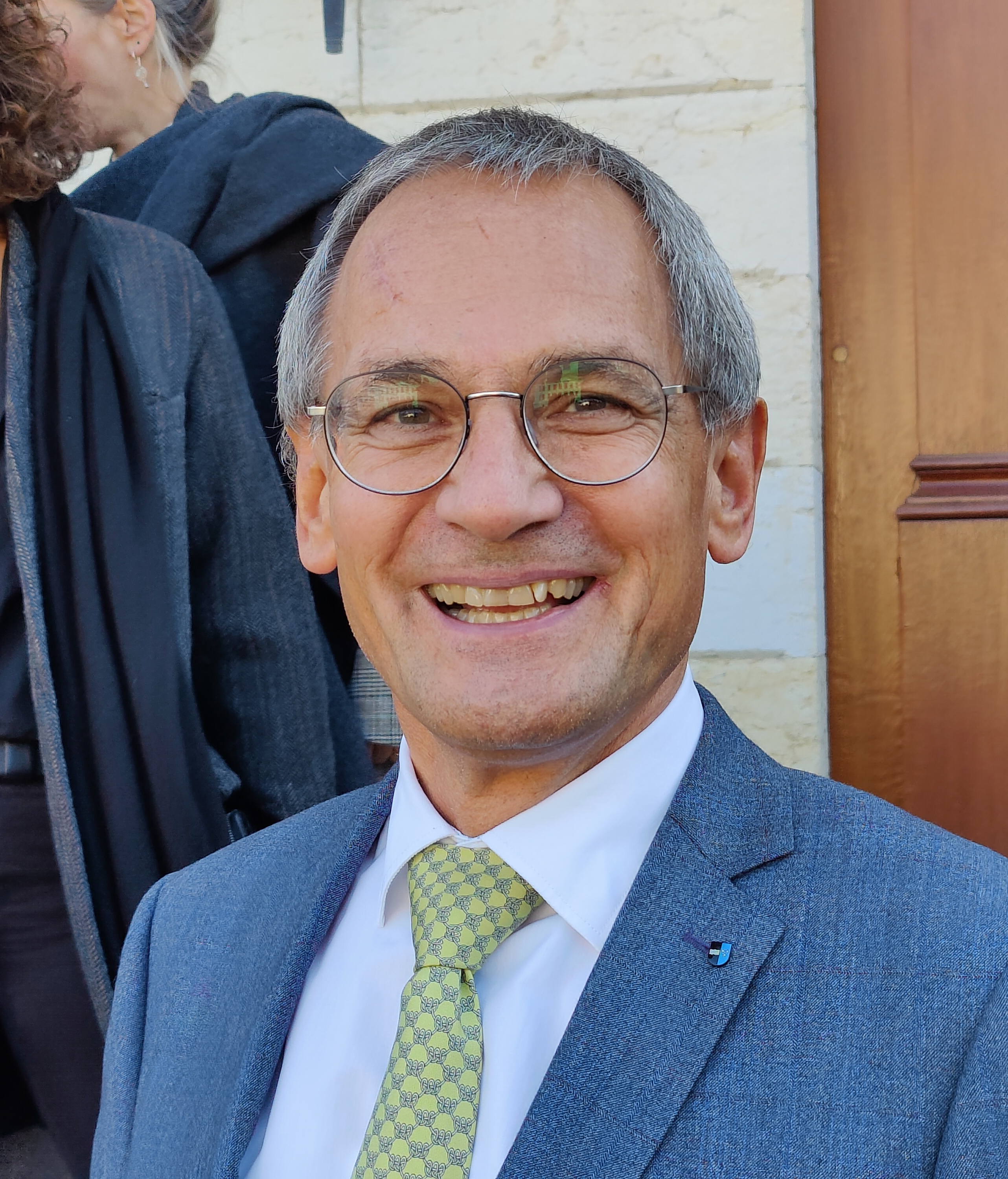
Sander Mallien (November 2021)

Sander Frederik Mallien (* 1958) ist ein Schweizer Politiker im Kanton Aargau. Er sitzt für die Grünliberale Partei (GLP) im Grossrat.

## Biografie
Mallien ist Bürger von Saanen und Ortsbürger von Baden. Nach einem Abschluss als Wirtschaftsjurist absolvierte Mallien ein Nachdiplom-Masterstudium in Corporate Finance. Er war als Geschäftsführer in der Privatwirtschaft mit Führungs- und Budgetverantwortung tätig, unter anderem für internationale Banken und (Rück-)Versicherungen. Seit 2004 ist Mallien hauptberuflich als Verwaltungsrat verschiedener, internationaler Konzerne tätig.
Einen Teil seiner produktiven Zeit widmet er gemeinnützigen Organisationen und Institutionen. Von 2008 bis 2019 präsidierte er die Spitex Baden-Ennetbaden und engagierte sich auch 9 Jahre lang im Vorstand des Spitex Verbandes Aargau. Seit April 2019 fungiert Mallien als Präsident der Stiftung Spitex Limmat Aare Reuss. Weiter war er von Mai 2009 bis April 2013 als nebenamtlicher Einzelrichter am Bezirksgericht tätig; ein Amt, das er nach seiner Wahl in den Grossrat wegen Unvereinbarkeit ablegen musste.
Von 2004 bis 2013 war Mallien Mitglied des Stiftungsrates von Green Cross Schweiz, davon 6 Jahre als Präsident, bis zu seinem statutarischen Rücktritt nach drei Amtsperioden. Mallien, von 2009 bis 2016 im Vorstand von Green Cross International, war Treasurer der von Michail Gorbatschow gegründeten NGO.
Mallien ist passionierter Hochseesegler.

## Politik
Die politischen Kernthemen von Sander Mallien umfassen Wirtschaftspolitik, Umwelt- und Energiefragen, Gesundheits- und Bildungswesen. 2009 hat Mallien die Grünliberale Partei Baden gegründet, welche er bis 2021 im Badener Stadtparlament vertrat, vom 1. Januar 2010 bis 1. Mai 2018 als Fraktionschef, 2018 und 2019 als Parlaments-Vizepräsident sowie 2020 und 2021 als Parlaments-Präsident. Seit 2013 ist Mallien überdies Mitglied des Kantonsparlaments Aargau. Von 2013 bis 2020 gehörte er der Kommission für Aufgaben Planung und Finanzen (KAPF), der Geschäftsprüfungskommission (GPK)  sowie der Kommission Gesundheit und Sozialwesen (GSW) an. Von 2021 bis 2024  präsidierte er die kantonale Einbürgerungskommission (EBK). Weiter vertrat Sander Mallien von 2013 bis 2024 den Kanton Aargau im Ausschuss der Interparlamentarischen Konferenz der Nordwestschweiz (IPK NWCH); 2018 und 2019 als Präsident.